# Juan José Guihandut
Juan José Guihandut (Barracas, Buenos Aires, Argentina, 11 de noviembre de 1909 – ídem 17 de octubre de 1979 ) fue un músico y compositor que se ha dedicado al género del tango, si bien ha compuesto música de otros géneros, como valses y pasodobles. En algunas fuentes su apellido aparece escrito como Juan José Guichandut.

## Actividad profesional
Vinculado desde adolescente con la música, se dedicó a la composición y solamente realizó alguna esporádica actuación, más familiar que profesional.
Su tango Perfume de mujer obtuvo en 1927 el segundo puesto en el concurso de tango de los discos Nacional y fue grabado por Carlos Gardel. Otros dos tangos –con letra de Armando Tagini al igual que el anterior- que le grabó Gardel fueron Marioneta y Misa de once.

Además de Tagini, algunos de los poetas a cuyas letras puso música fueron Carlos Bahr, Enrique Cadícamo, Osvaldo Fresedo, Héctor Gagliardi y Horacio Basterra, entre otros.
Falleció en Buenos Aires, Argentina, el 17 de octubre de 1979. 
El renombrado tenor Carlos Guichandut era hermano suyo.

## Obras
- América en colaboración con Horacio Basterra (1949)
- Amor amor en colaboración con Benjamín Yankelevich (1942)
- Aquellos besos
- Arando en colaboración con Celedonio Flores
- Así era el tango en colaboración con Fernando José Juan Montoni (1944)
- Bache en colaboración con Andrés Carlos Bahr
- El cachorro en colaboración con Francisco García Jiménez (1952)
- Canta pajarito en colaboración con Oscar Rubistein (1943)
- Canta para mi  en colaboración con Miguel Vicente Chiavetti  (1928)
- Carnaval carioca en colaboración con Francisco García Jiménez
- Chinita en colaboración con Horacio Basterra
- Cinco letras en colaboración con Oscar Nicolás Fresedo (1957)
- Deshojando margaritas vals en colaboración con Horacio Basterra (1948)
- Digo digo en colaboración con Andrés Carlos Bahr
- Domingo a la noche en colaboración con Oscar Rubinstein (1944)
- Dos amores  (1954)
- Dulce Navidad en colaboración con Eugenio Majul
- Escuela en colaboración con Héctor Francisco Gagliardi (1940)
- Gaucho cantor en colaboración con Horacio Basterra (1948)
- Hula la misteriosa en colaboración con Horacio Basterra (1943)
- Juana en colaboración con Oscar Rubinstein (1954)
- La limosna en colaboración con Horacio Basterra (1949)
- Linda vida si durase en colaboración con Francisco García Jiménez (1957)
- Llora corazón de Palma Villa en colaboración con Jaime Kumok y Félix Lipesker (1942)
- Llueve otra vez en colaboración con Oscar Rubinstein (1944)
- Lucrecia en colaboración con Horacio Basterra (1948)
- Madelaine en colaboración con Atilio Luis Bruni (1944)
- Magdalena pasodoble en colaboración con Horacio Basterra  (1948)
- Magnolia triste pasodoble en colaboración con Horacio Basterra (1945)
- Mamarracho en colaboración con Armando Tagini (1935)
- La Manuela  (1955)
- Los marineros en colaboración con Andrés Carlos Bahr
- Marioneta en colaboración con Armando Tagini (1940)
- Mi distinguida señora –Mi distinguida pebeta- en colaboración con Horacio Basterra (1950)
- Mi gitana en colaboración con Enrique Cadícamo (1939)
- Milonga de los recuerdos en colaboración con Celedonio Flores
- Misa de once en colaboración con Armando Tagini (1940)
- Mucama se busca en colaboración con Horacio Basterra (1951)
- La musiquita en colaboración con Andrés Carlos Bahr (1940)
- La nueva vecina  (1945)
- Perfume de mujer en colaboración con Armando Tagini
- El polizón en colaboración con Horacio Basterra (1950)
- Vamos corazón en colaboración con Andrés Carlos Bahr y Fidel Pintos (1941)
- Ventanera pasodoble en colaboración con Horacio Basterra (1952)
- Vieja postal en colaboración con Horacio Basterra (1953)
- Yo  (1945)
- Yo quiero a María  (1953)
- Zapatos en colaboración con Horacio Basterra (1945)